# Marktgewerbe
Das Marktgewerbe ist eine Gewerbeform, die zwar für einen gewissen Zeitraum einen Standort hat, diesen aber wechseln darf.

## Allgemeines
Das deutsche Gewerberecht kennt drei Gewerbeformen, und zwar das an einen festen Standort gebundene stehende Gewerbe als Grundform des Gewerberechts, das ohne festen Standort auskommende Reisegewerbe und das Marktgewerbe, das zwar einen Standort haben kann, diesen aber wechseln darf. Das Gewerberecht knüpft an diese Gewerbeformen unterschiedliche Anforderungen insbesondere hinsichtlich der Erlaubnis. Die gewerbliche Tätigkeit darf im Marktgewerbe seinen temporären Standort wechseln, während das stehende Gewerbe an seinen Standort gebunden ist. Im Gegensatz zum Reisegewerbe ist das Marktgewerbe nicht schärfer reguliert, sondern gegenüber dem stehenden Gewerbe privilegiert.

## Arten
Das Gesetz unterscheidet abschließend Messen (§ 64 GewO), Ausstellungen (§ 65 GewO), Großmärkte (§ 66 GewO), Wochenmärkte (§ 67 GewO), Spezialmärkte (§ 68 Abs. 1 GewO) und Jahrmärkte (§ 68 Abs. 2 GewO). Jede dieser Bestimmungen enthält eine Legaldefinition. So ist die Messe gemäß § 64 Abs. 1 GewO eine zeitlich begrenzte, im Allgemeinen regelmäßig wiederkehrende Veranstaltung, auf der eine Vielzahl von Ausstellern das wesentliche Angebot eines oder mehrerer Wirtschaftszweige ausstellt und überwiegend nach Muster an gewerbliche Wiederverkäufer, gewerbliche Verbraucher oder Großabnehmer vertreibt. Ein Großmarkt ist gemäß § 66 GewO eine Veranstaltung, auf der eine Vielzahl von Anbietern bestimmte Waren oder Waren aller Art im Wesentlichen an gewerbliche Wiederverkäufer, gewerbliche Verbraucher oder Großabnehmer vertreibt. Der Wochenmarkt ist nach § 67 GewO eine regelmäßig wiederkehrende, zeitlich begrenzte Veranstaltung, auf der eine Vielzahl von Anbietern eine oder mehrere von Warenarten wie Lebensmittel (zugelassen sind alkoholische Getränke, soweit sie aus selbst gewonnenen Erzeugnissen des Weinbaus, der Landwirtschaft oder des Obst- und Gartenbaus hergestellt wurden), Agrarprodukte und Erzeugnisse der Forstwirtschaft und der Fischerei sowie rohe Naturprodukte mit Ausnahme des größeren Viehs. Wochenmärkte dienen der Versorgung der Bevölkerung mit täglichen Lebensmitteln und können auch an mehreren Tagen in der Woche stattfinden.

## Rechtsfolgen
Da der Händler eines Wochenmarkts nachfolgend auch andere Wochenmärkte bedienen darf, muss er hierfür seinen Standort wechseln. Diese Möglichkeit des Standortwechsels ist das Charakteristikum des gesamten Marktgewerbes. Diese Dynamik des erlaubten Standortwechsels unterscheidet das Marktgewerbe vom stehenden Gewerbe mit einem statischen Standort. Auch wenn Großmärkte wie der Großmarkt Köln in einem standortgebundenen Gebäude untergebracht sind, stellen sie deshalb kein stehendes Gewerbe dar, weil die systematische Einordnung des § 66 GewO dies nicht zulässt. Dabei muss der marktähnliche Charakter erhalten bleiben.

## International
Das Marktgewerbe ist ein exklusiv deutscher Rechtsbegriff, für den es keine internationale Entsprechung gibt.